# Galmuggen
Galmuggen (Cecidomyiidae) vormen een familie van insecten die behoort tot de orde tweevleugeligen (Diptera) en de onderorde muggen (Nematocera).

## Kenmerken
Galmuggen zijn zoals de meeste muggen erg fragiele insecten die vaak maar 2 – 3 millimeter lang zijn terwijl er ook veel soorten zijn die niet langer dan 1 mm worden. Ze hebben een dun, langwerpig lijf en sprieterige poten, de kop is duidelijk zichtbaar. Ze worden gekarakteriseerd door harige vleugels, wat ongebruikelijk is in de orde Diptera. Ze hebben gereduceerde monddelen en lange, draadachtige antennes.

## Voortplanting en ontwikkeling
Cecidomyiidae staan bekend vanwege hun soms sterk afwijkende ontwikkeling. Zo komt het vreemde verschijnsel paedogenesis (onvolwassen voortplanting) voor, waarbij de larven zich kunnen voortplanten voordat ze het volwassen stadium hebben bereikt. Andere vreemde verschijnselen zijn dat bij sommige soorten de dochterlarven die worden geproduceerd in een moederlarve de moeder van binnenuit opeten en dat bij andere soorten de voortplanting plaatsvindt in het ei of in de pop.

## Verspreiding
Wereldwijd zijn er 6203 soorten beschreven maar omdat er in Noord-Amerika alleen al 1100 goed bestudeerde soorten zijn is dat waarschijnlijk een onderschatting van het werkelijke aantal. In Nederland (349 soorten) en België leven ruim 300 soorten.

## Schade aan planten
Er is een aantal galmuggen dat grote economische schade kan veroorzaken, zoals Mayetiola destructor die tarwe, gerst en rogge aantast. Andere bekende schadelijke soorten zijn Contarinia lentis en Contarinia medicaginis die planten uit de vlinderbloemenfamilie aantasten, Contarinia nasturtii en Dasineura brassicae die planten uit de kruisbloemenfamilie aantasten en Contarinia pyrivora en Resseliella theobaldi die fruitgewassen aantasten.
De naam galmuggen is afgeleid van de larven, die bij de meeste soorten voeden met plantaardige weefsels, waarbij ze abnormale woekeringen veroorzaken die galappels worden genoemd. Deze hebben niet alleen uiteenlopende vormen maar zijn soms ook felgekleurd. Aan de gal is vaak beter te zien om welke soort het gaat dan aan de volwassen mug. Niet alle soorten maken gallen, sommige leven als larve op paddenstoelen of jagen op prooien. Galwespen maken ook gallen maar zijn niet verwant en behoren tot een andere orde.

## Nuttigheid
Er zijn echter ook veel soorten die juist de predator zijn van andere schadelijke geleedpotigen. De larven van deze soorten jagen op schadelijke geleedpotigen en sommige zijn zelfs parasitair. De meest voorkomende prooidieren zijn bladluizen en spint gevolgd door respectievelijk soorten uit de schildluizen, witte vlieg en thrips. Veel soorten voeden zich met de eieren van andere insecten of mijten. Omdat de kleine larven niet in staat zijn om zich over grote afstanden te verplaatsen moet er vaak een aanzienlijke populatie prooien aanwezig zijn voordat de volwassen dieren eieren leggen. Cecidiomyiidae worden het meest gezien tijdens plagen. De soort Aphidoletes aphidimyza is een belangrijke soort in de biologische bestrijding voor gewassen in de glastuinbouw en wordt veel verkocht in de Verenigde Staten.

## Taxonomie
De volgende onderfamilies zijn bij de familie ingedeeld:
- Catotrichinae
- Lestremiinae
- Micromyinae
- Winnertziinae
- Porricondylinae
- Cecidomyiinae

## In Nederland waargenomen soorten
- Genus: Ametrodiplosis
  - Ametrodiplosis crassinerva - (Andoornbloemgalmug)
  - Ametrodiplosis thalictricola - (Ruitzaadgalmug)
- Genus: Anabremia
  - Anabremia viciae - (Wikkebloemgalmug)
- Genus: Anarete
  - Anarete coracina
- Genus: Anaretella
  - Anaretella defecta
  - Anaretella iola
- Genus: Anisostephus
  - Anisostephus betulinus - (Berkenbladblaargalmug)
- Genus: Anthodiplosis
  - Anthodiplosis rudimentalis - (Bolle bijvoetbloemgalmug)
- Genus: Aphidoletes
  - Aphidoletes aphidimyza
- Genus: Apiomyia
  - Apiomyia bergenstammi - (Perenknopgalmug)
- Genus: Aprionus
  - Aprionus bidentatus
  - Aprionus flavidus
- Genus: Arnoldiola
  - Arnoldiola libera - (Eikengaatjesgalmug)
  - Arnoldiola quercus - (Eikentopgalmug)
  - Arnoldiola sambuci
- Genus: Aschistonyx
  - Aschistonyx carpinicolus - (Haagbeukplooigalmug)
- Genus: Asphondylia
  - Asphondylia baudysi
  - Asphondylia ervi - (Wikkepeulgalmug)
  - Asphondylia melanopus - (Schimmelende Rolklavergalmug)
  - Asphondylia ononidis - (Schimmelende Stalkruidgalmug)
  - Asphondylia pilosa - (Bremknopgalmug)
  - Asphondylia pruniperda - (Pruimenknopgalmug)
  - Asphondylia sarothamni - (Schimmelende bremgalmug)
  - Asphondylia verbasci - (Schimmelende Toortsgalmug)
- Genus: Asynapta
  - Asynapta pectoralis
  - Asynapta populnea
  - Asynapta strobi
- Genus: Bayeriola
  - Bayeriola salicariae - (Kattenstaartgalmug)
  - Bayeriola thymicola - (Tijmrozetgalmug)
- Genus: Brachineura
  - Brachineura squamigera
- Genus: Brachyneurina
  - Brachyneurina peniophorae - (Schorszwamgalmug)
- Genus: Bryomyia
  - Bryomyia bergrothi
  - Bryomyia gibbosa
  - Bryomyia producta
- Genus: Campylomyza
  - Campylomyza bicolor
  - Campylomyza flavipes
  - Campylomyza serrata
- Genus: Catocha
  - Catocha latipes
- Genus: Cecidomyia
  - Cecidomyia harrisi
  - Cecidomyia magna
  - Cecidomyia pini
  - Cecidomyia sarae
- Genus: Claspettomyia
  - Claspettomyia hamata
- Genus: Clinodiplosis
  - Clinodiplosis cilicrus
  - Clinodiplosis invocata
- Genus: Coccopsis
  - Coccopsis marginata
- Genus: Colpodia
  - Colpodia angustipennis
  - Colpodia carolinae
- Genus: Coniophora
  - Coniophora graminicola
- Genus: Contarinia
  - Contarinia acerplicans
  - Contarinia acetosellae - (Schapenzuringgalmug)
  - Contarinia aequalis - (Kruiskruidknopgalmug)
  - Contarinia anthobia - (Springende meidoornbloemgalmug)
  - Contarinia anthophthora - (Springende toortsgalmug)
  - Contarinia asclepiadis - (Engbloemgalmug)
  - Contarinia baeri
  - Contarinia baggendorfi
  - Contarinia barbichi - (Springende rolklavertopgalmug)
  - Contarinia coryli - (Springende hazelaargalmug)
  - Contarinia craccae - (Springende wikkegalmug)
  - Contarinia dipsacearum - (Kaardenbolgalmug)
  - Contarinia fagi
  - Contarinia floriperda - (Lijsterbesbloesemgalmug)
  - Contarinia heraclei - (Springende berenklauwgalmug)
  - Contarinia hyperici - (Springende hertshooigalmug)
  - Contarinia hypochoeridis - (Springende biggenkruidgalmug)
  - Contarinia jacobaeae - (Kruiskruidhoofdjesgalmug)
  - Contarinia lonicerae - (Springende kamperfoeliegalmug)
  - Contarinia loti - (Springende rolklaverbloemgalmug)
  - Contarinia medicaginis - (Luzerneknopgalmug)
  - Contarinia nasturtii - (Koolgalmug)
  - Contarinia nicolayi - (Berenklauwbloesemgalmug)
  - Contarinia petioli - (Populierenbladsteelgalmug)
  - Contarinia picridis - (Bitterkruidgalmug)
  - Contarinia pilosellae - (Muizenoortjesgalmug)
  - Contarinia pisi - (Erwtengalmug)
  - Contarinia polygonati - (Springende salomonszegelgalmug)
  - Contarinia pseudotsugae
  - Contarinia pulchripes - (Springende brempeulgalmug)
  - Contarinia pyrivora - (Perendikkopgalmug)
  - Contarinia quinquenotata - (Dagleliegalmug)
  - Contarinia ribis - (Bessengalmug)
  - Contarinia rubicola - (Springende bramengalmug)
  - Contarinia sambuci
  - Contarinia scoparii - (Springende bremknopgalmug)
  - Contarinia scrophulariae - (Springende helmkruidgalmug)
  - Contarinia scutati - (Ridderzuringgalmug)
  - Contarinia solani - (Bitterzoetgalmug)
  - Contarinia sorbi - (Lijsterbesbladgalmug)
  - Contarinia steini - (Springende koekoeksbloemgalmug)
  - Contarinia tiliarum - (Springende lindegalmug)
  - Contarinia tremulae - (Springende populierenbladgalmug)
  - Contarinia tritici
  - Contarinia valerianae - (Valeriaangalmug)
  - Contarinia viburnorum - (Sneeuwbalgalmug)
- Genus: Coquillettomyia
  - Coquillettomyia lobata
- Genus: Craneiobia
  - Craneiobia corni - (Kornoeljegalmug)
- Genus: Cystiphora
  - Cystiphora leontodontis
  - Cystiphora sanguinea - (Havikskruidbladpuistgalmug)
  - Cystiphora sonchi - (Melkdistelpokgalmug)
  - Cystiphora taraxaci - (Paardenbloemvlekgalmug)
- Genus: Dasineura
  - Dasineura acrophila - (Essenbladplooigalmug)
  - Dasineura affinis - (Viooltjesbladrolmug)
  - Dasineura alpestris - (Randjesbloemgalmug)
  - Dasineura angelicae - (Gewone schermbloemgalmug)
  - Dasineura aparines - (Kleefkruidgalmug)
  - Dasineura auritae - (Geoorde wilgbladgalmug)
  - Dasineura autumnalis
  - Dasineura berteroae
  - Dasineura bistortae - (Adderwortelgalmug)
  - Dasineura brassicae - (Koolzaadhauwgalmug)
  - Dasineura capsulae - (Wolfsmelkkapselgalmug)
  - Dasineura cardaminis - (Veldkersgalmug)
  - Dasineura clausilia - (Nauwe wilgbladrandgalmug)
  - Dasineura corylina
  - Dasineura crataegi - (Meidoornrozetgalmug)
  - Dasineura dioicae - (Brandnetelrolgalmug)
  - Dasineura engstfeldi - (Moerasspireabladplooigalmug)
  - Dasineura epilobii - (Wilgenroosjesbloemgalmug)
  - Dasineura fastidiosa
  - Dasineura filicina
  - Dasineura fraxinea - (Essenbladpokgalmug)
  - Dasineura fraxini - (Essenbladnerfgalmug)
  - Dasineura galiicola - (Walstrotopgalmug)
  - Dasineura gentianae - (Gentiaangalmug)
  - Dasineura gentneri - (Gentners klaverpeulgalmug)
  - Dasineura geranii - (Ooievaarsbekgalmug)
  - Dasineura glechomae - (Hondsdraftopgalmug)
  - Dasineura gleditchiae - (Gleditsiabladgalmug)
  - Dasineura harrisoni - (Moerasspireawortelgalmug)
  - Dasineura holosteae
  - Dasineura hygrophila - (Moeraswalstrogalmug)
  - Dasineura hyperici - (Rode Hertshooigalmug)
  - Dasineura inflata
  - Dasineura interbracta
  - Dasineura irregularis - (Esdoornbladplooigalmug)
  - Dasineura kiefferiana - (Wilgenroosjesbladgalmug)
  - Dasineura koesterbecki
  - Dasineura lathyricola - (Lathyrustopgalmug)
  - Dasineura leguminicola
  - Dasineura lithospermi - (Parelzaadgalmug)
  - Dasineura loewiana - (Roze wikkegalmug)
  - Dasineura lotharingiae - (Hoornbloemgalmug)
  - Dasineura lupulinae - (Gewone hopklavergalmug)
  - Dasineura mali - (Appelbladgalmug)
  - Dasineura marginemtorquens - (Gewone wilgbladrandgalmug)
  - Dasineura medicaginis - (Luzernescheutgalmug)
  - Dasineura minungula
  - Dasineura myosotidis - (Vergeet-mij-nietjesgalmug)
  - Dasineura myrtilli - (Bosbesbladgalmug)
  - Dasineura odoratae - (Maarts Viooltjesgalmug)
  - Dasineura oxyacanthae - (Gewone meidoornbloemgalmug)
  - Dasineura papaveris - (Blauwmaanzaadgalmug)
  - Dasineura periclymeni - (Gewone Kamperfoeliebladgalmug)
  - Dasineura phyteumatis
  - Dasineura plicatrix - (Bramenplooigalmug)
  - Dasineura populeti - (Gewone populierenbladgalmug)
  - Dasineura pseudococcus - (Wilgennerfhoekgalmug)
  - Dasineura pteridicola - (Witte Varenbladgalmug)
  - Dasineura pteridis - (Rode Varenbladgalmug)
  - Dasineura pustulans - (Moerasspireabladvlekgalmug)
  - Dasineura pyri - (Perenbladgalmug)
  - Dasineura ranunculi - (Boterbladgalmug)
  - Dasineura rosae - (Rozenbladgalmug)
  - Dasineura ruebsaameni - (Haagbeuklensgalmug)
  - Dasineura serotina - (Witte Hertshooigalmug)
  - Dasineura similis - (Schildereprijsgalmug)
  - Dasineura sisymbrii - (Gewone kruisbloemgalmug)
  - Dasineura spadica - (Vogelwikkegalmug)
  - Dasineura strumosa - (Gele dovenetelgalmug)
  - Dasineura symphyti - (Smeerwortelgalmug)
  - Dasineura tetensi - (Bessenbladgalmug)
  - Dasineura tetrahit - (Hennepnetelbloemgalmug)
  - Dasineura thomasiana - (Lindebladplooigalmug)
  - Dasineura tiliae - (Lindebladrolgalmug)
  - Dasineura tortilis - (Witte elzenbladgalmug)
  - Dasineura tortrix - (Pruimenbladgalmug)
  - Dasineura traili - (Boterbloemgalmug)
  - Dasineura trifolii - (Klaverbladgalmug)
  - Dasineura tubicola
  - Dasineura tubicoloides - (Langgerekte bremknopgalmug)
  - Dasineura ulmaria - (Moerasspireabladpokgalmug)
  - Dasineura ulmicola
  - Dasineura urticae - (Brandnetelbladgalmug)
  - Dasineura viciae - (Witte wikkegalmug)
  - Dasineura violae - (Vioolbloemgalmug)
  - Dasineura violahirtae
- Genus: Didactylomyia
  - Didactylomyia longimana
- Genus: Didymomyia
  - Didymomyia tiliacea - (Lindepuistgalmug)
- Genus: Diodaulus
  - Diodaulus linariae - (Vlasbekgalmug)
  - Diodaulus traili - (Springende schermbloemgalmug)
- Genus: Drisina
  - Drisina glutinosa - (Esdoorngroefjesgalmug)
- Genus: Endopsylla
  - Endopsylla agilis
- Genus: Fabomyia
  - Fabomyia medicaginis - (Luzernebladgalmug)
- Genus: Feltiella
  - Feltiella acarisuga
- Genus: Geocrypta
  - Geocrypta galii - (Walstrostengelgalmug)
- Genus: Gephyraulus
  - Gephyraulus raphanistri - (Radijsgalmug)
- Genus: Giardomyia
  - Giardomyia britannica
- Genus: Giraudiella
  - Giraudiella inclusa - (Rietstengelgalmug)
- Genus: Haplodiplosis
  - Haplodiplosis marginata - (Tarwestengelgalmug)
- Genus: Harmandiola
  - Harmandiola cavernosa - (Populierenwratgalmug)
  - Harmandiola globuli - (Populierenurntjesgalmug)
  - Harmandiola tremulae - (Populierenkogelgalmug)
- Genus: Hartigiola
  - Hartigiola annulipes - (Beukenhaargalmug)
- Genus: Heteropeza
  - Heteropeza pygmaea
- Genus: Hybolasioptera
  - Hybolasioptera cerealis
  - Hybolasioptera fasciata - (Smelestengelgalmug)
- Genus: Hygrodiplosis
  - Hygrodiplosis vaccinii
- Genus: Iteomyia
  - Iteomyia capreae - (Kleine wilgwratgalmug)
  - Iteomyia major - (Grote wilgwratgalmug)
- Genus: Jaapiella
  - Jaapiella bryoniae - (Heggenrankknopgalmug)
  - Jaapiella cirsiicola - (Distelhoofdjesgalmug)
  - Jaapiella clethrophila - (Gele elzenbladgalmug)
  - Jaapiella compositarum
  - Jaapiella floriperda
  - Jaapiella genisticola - (Bremtopgalmug)
  - Jaapiella hedickei - (Bevernelbladgalmug)
  - Jaapiella jaapiana - (Jaaps hopklavergalmug)
  - Jaapiella loticola - (Gewone Rolklavertopgalmug)
  - Jaapiella parvula - (Heggenrankbloemgalmug)
  - Jaapiella picridis
  - Jaapiella sarothamni
  - Jaapiella schmidti - (Weegbreegalmug)
  - Jaapiella thalictri - (Gewone ruitgalmug)
  - Jaapiella vacciniorum - (Bosbestopgalmug)
  - Jaapiella veronicae - (Gewone ereprijsgalmug)
- Genus: Janetia
  - Janetia cerris - (Moseikkegelgalmug)
- Genus: Janetiella
  - Janetiella glechomae
  - Janetiella lemeei - (Iepennerfgalmug)
  - Janetiella siskiyou - (Cipreszaadgalmug)
  - Janetiella thymi - (Tijmtopgalmug)
- Genus: Kaltenbachiola
  - Kaltenbachiola strobi - (Sparrenzaadgalmug)
- Genus: Karschomyia
  - Karschomyia caulicola
- Genus: Kiefferia
  - Kiefferia pericarpiicola - (Scheerlingzaadgalmug)
- Genus: Lasioptera
  - Lasioptera arundinis - (Schimmelende rietgalmug)
  - Lasioptera calamagrostidis - (Struisrietgalmug)
  - Lasioptera carophila - (Karwijzaadgalmug)
  - Lasioptera hungarica
  - Lasioptera populnea - (Schimmelende populierenbladgalmug)
  - Lasioptera rubi - (Frambozentakgalmug)
- Genus: Lathyromyza
  - Lathyromyza schlechtendali - (Lathyrusbladgalmug)
- Genus: Lestodiplosis
  - Lestodiplosis centralis
  - Lestodiplosis cirsii
  - Lestodiplosis fascipennis
  - Lestodiplosis fuscicollis
  - Lestodiplosis gracilis
  - Lestodiplosis heterobiae
  - Lestodiplosis pallidicornis
  - Lestodiplosis pini
  - Lestodiplosis raphani
  - Lestodiplosis rosarum
  - Lestodiplosis tarsonemi
  - Lestodiplosis urticae
  - Lestodiplosis variegata
  - Lestodiplosis vorax
- Genus: Lestremia
  - Lestremia cinerea
  - Lestremia leucophaea
- Genus: Loewiola
  - Loewiola centaureae - (Knoopkruidgalmug)
- Genus: Macrodiplosis
  - Macrodiplosis dryobia - (Eikenbuitenlobgalmug)
  - Macrodiplosis volvens - (Eikenbinnenlobgalmug)
- Genus: Macrolabis
  - Macrolabis aquilegiae - (Akeleigalmug)
  - Macrolabis heraclei - (Schermbloembladgalmug)
  - Macrolabis hieracii - (Havikskruidtopgalmug)
  - Macrolabis holosteae - (Grote muurgalmug)
  - Macrolabis incolens
  - Macrolabis jaapi
  - Macrolabis lamii - (Witte dovenetelgalmug)
  - Macrolabis lonicerae - (Kamperfoelietopgalmug)
  - Macrolabis luceti
  - Macrolabis pavida
  - Macrolabis pilosellae - (Muizenoortjesrozetgalmug)
  - Macrolabis rhodophila
  - Macrolabis rübsaameni - (Brunelgalmug)
  - Macrolabis stellariae - (Muurtopgalmug)
- Genus: Massalongia
  - Massalongia ruber - (Berkenbladnerfgalmug)
- Genus: Mayetiola
  - Mayetiola bimaculata - (Struisrietgalmug)
  - Mayetiola destructor - (Hessische mug)
  - Mayetiola graminis - (Scheidingsgalmug)
  - Mayetiola hellwigi - (Kortsteelgalmug)
  - Mayetiola holci - (Witbolstengelgalmug)
  - Mayetiola radicifica - (Warrige beemdgrasgalmug)
  - Mayetiola schoberi - (Graszaadstengelgalmug)
  - Mayetiola ventricola - (Pijpenstrootjesgalmug)
- Genus: Miastor
  - Miastor metraloas
- Genus: Microlasioptera
  - Microlasioptera flexuosa - (Riethalmgalmug)
- Genus: Micromya
  - Micromya lucorum
- Genus: Mikiola
  - Mikiola fagi - (Beukengalmug)
- Genus: Mikomyia
  - Mikomyia coryli - (Gewone hazelaargalmug)
- Genus: Monardia
  - Monardia atra
  - Monardia stirpium
  - Monardia toxicodendri
- Genus: Monarthropalpus
  - Monarthropalpus flavus - (Buxusbladgalmug)
- Genus: Monepidosis
  - Monepidosis pectinata
- Genus: Monobremia
  - Monobremia subterranea
- Genus: Mycodiplosis
  - Mycodiplosis coniophaga
  - Mycodiplosis erysiphes
  - Mycodiplosis pini
  - Mycodiplosis plasmoparae
  - Mycodiplosis sphaerothecae
- Genus: Mycophila
  - Mycophila fungicola
  - Mycophila speyeri
- Genus: Neocolpodia
  - Neocolpodia paradoxa
- Genus: Neomikiella
  - Neomikiella lychnidis - (Koekoeksbloemtopgalmug)
- Genus: Obolodiplosis
  - Obolodiplosis robiniae - (Robiniagalmug)
- Genus: Oligotrophus
  - Oligotrophus juniperinus - (Rode jeneverbesgalmug)
- Genus: Ozirhincus
  - Ozirhincus longicollis
  - Ozirhincus tanaceti - (Boerenwormzaadgalmug)
- Genus: Parallelodiplosis
  - Parallelodiplosis galliperda
- Genus: Parepidosis
  - Parepidosis argentifera
- Genus: Pemphigocecis
  - Pemphigocecis ventricola
- Genus: Physemocecis
  - Physemocecis hartigi
  - Physemocecis ulmi - (Iepenvlekgalmug)
- Genus: Placochela
  - Placochela ligustri - (Ligustergalmug)
  - Placochela nigripes - (Vlierbloesemgalmug)
- Genus: Planetella
  - Planetella arenariae - (Zandzeggegalmug)
  - Planetella caricis - (Scherpe zeggegalmug)
  - Planetella extrema
  - Planetella fischeri - (Fischers zeggegalmug)
  - Planetella gallarum - (Zwarte zeggegalmug)
  - Planetella producta
- Genus: Plemeliella
  - Plemeliella abietina
- Genus: Polystepha
  - Polystepha malpighii - (Eikenblaargalmug)
- Genus: Porricondyla
  - Porricondyla hypoxantha
  - Porricondyla nigripennis
  - Porricondyla rufescens
- Genus: Prodiplosis
  - Prodiplosis violicola - (Vioolrozetgalmug)
- Genus: Putoniella
  - Putoniella pruni
- Genus: Rabdophaga
  - Rabdophaga albipennis
  - Rabdophaga clausilia
  - Rabdophaga clavifex - (Behaarde wilgrozetgalmug)
  - Rabdophaga degeerii - (Bittere wilgtakgalmug)
  - Rabdophaga deletrix
  - Rabdophaga dubiosa - (Gladde wilgtakgalmug)
  - Rabdophaga exsiccans - (Kruipwilgtopgalmug)
  - Rabdophaga gemmicola - (Gewone wilgknopgalmug)
  - Rabdophaga heterobia - (Gewone wilgrozetgalmug)
  - Rabdophaga iteobia - (Kleinste wilgrozetgalmug)
  - Rabdophaga jaapi - (Kruipwilgrozetgalmug)
  - Rabdophaga justini
  - Rabdophaga lindhardti
  - Rabdophaga minoterminalis
  - Rabdophaga palliumparens
  - Rabdophaga pierrei
  - Rabdophaga pseudococcus
  - Rabdophaga pulvini
  - Rabdophaga repenticola
  - Rabdophaga rosaria - (Gewone wilgenroosjesgalmug)
  - Rabdophaga roskami - (Katwilgbladrandgalmug)
  - Rabdophaga saliciperda - (Wilgenbastgalmug)
  - Rabdophaga salicis - (Wilgentakgalmug)
  - Rabdophaga strobilina
  - Rabdophaga terminalis - (Wilgentopgalmug)
  - Rabdophaga triandraperda - (Amandelwilgbastgalmug)
  - Rabdophaga vigemmae
  - Rabdophaga viminalis - (Katwilgtakgalmug)
- Genus: Resseliella
  - Resseliella betulicola - (Berkenbladplooigalmug)
  - Resseliella crataegi
  - Resseliella dizygomyzae
  - Resseliella oculiperda
  - Resseliella piceae
  - Resseliella skuhravyorum
  - Resseliella theobaldi
- Genus: Rhizomyia
  - Rhizomyia fasciata
- Genus: Rhopalomyia
  - Rhopalomyia baccarum - (Bijvoetstengelgalmug)
  - Rhopalomyia cristaegalli
  - Rhopalomyia florum - (Gewone bijvoetbloemgalmug)
  - Rhopalomyia foliorum - (Bijvoetbladgalmug)
  - Rhopalomyia magnusi
  - Rhopalomyia millefolii - (Duizendbladgalmug)
  - Rhopalomyia ptarmicae - (Wilde bertramgalmug)
  - Rhopalomyia tanaceticola - (Gewone boerenwormkruidgalmug)
- Genus: Rondaniola
  - Rondaniola bursaria - (Hondsdrafbeursjesgalmug)
- Genus: Sackenomyia
  - Sackenomyia reaumurii - (Sneeuwbalpokgalmug)
- Genus: Schizomyia
  - Schizomyia galiorum - (Walstrobloemgalmug)
- Genus: Schmidtiella
  - Schmidtiella gemmarum - (Witte jeneverbesgalmug)
- Genus: Semudobia
  - Semudobia betulae - (Gewone berkenzaadgalmug)
  - Semudobia skuhravae - (Berkenzaadschubgalmug)
  - Semudobia tarda - (Late berkenzaadgalmug)
- Genus: Silvestriola
  - Silvestriola farinicola
- Genus: Sitodiplosis
  - Sitodiplosis mosellana
- Genus: Spurgia
  - Spurgia capitigena
  - Spurgia esulae
  - Spurgia euphorbiae - (Wolfsmelkrozetgalmug)
- Genus: Spuria
  - Spuria capitigena - (Spuria)
- Genus: Taxomyia
  - Taxomyia taxi - (Taxusgalmug)
- Genus: Thecodiplosis
  - Thecodiplosis brachyntera - (Naaldverkortende galmug)
- Genus: Thurauia
  - Thurauia aquatica
- Genus: Tricholaba
  - Tricholaba trifolii - (Gele klaverpeulgalmug)
- Genus: Trisopsis
  - Trisopsis abdominalis
- Genus: Trotteria
  - Trotteria galii
  - Trotteria obtusa
- Genus: Wachtliella
  - Wachtliella caricis - (Zegge-urntjesgalmug)
  - Wachtliella ericina
  - Wachtliella krumbholzi
  - Wachtliella persicariae - (Veenwortelgalmug)
  - Wachtliella stachydis - (Andoornbladgalmug)
- Genus: Xylodiplosis
  - Xylodiplosis nigritarsis
- Genus: Zygiobia
  - Zygiobia carpini - (Haagbeuknerfgalmug)